# Sphinx aequinoctialis
Sphinx aequinoctialis är en fjärilsart som beskrevs av Jean Baptiste Boisduval 1870. Sphinx aequinoctialis ingår i släktet Sphinx och familjen svärmare. Inga underarter finns listade i Catalogue of Life.